# Teorema de rotação de Euler

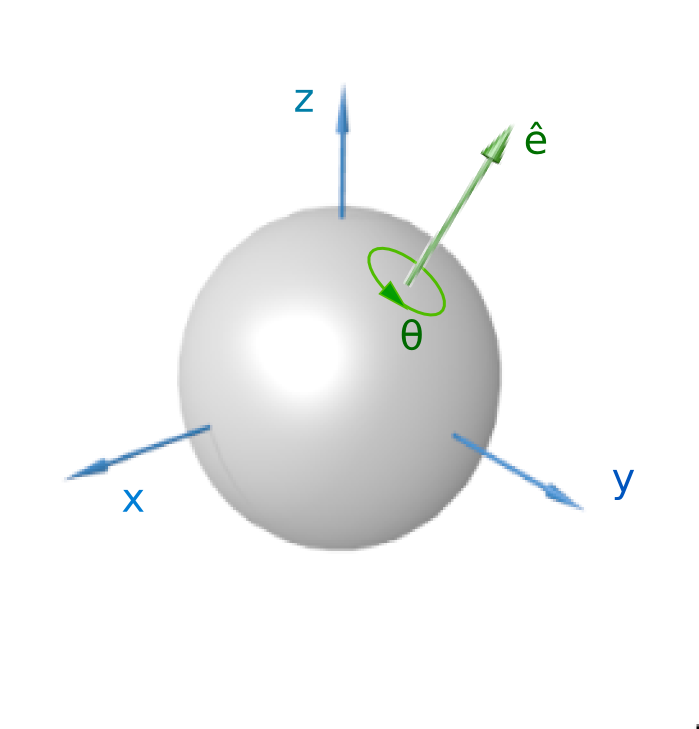
Teorema de rotação de Euler.

Em geometria o teorema de rotação de Euler diz que, em um espaço tridimensional, qualquer movimento de um sólido rígido que mantenha um ponto constante, também deve deixar constante um eixo completo. Isto também quer dizer que qualquer composição de rotações sobre um sólido rígido com eixos arbitrários é equivalente a uma só rotação sobre um novo eixo, chamado polo de Euler. Ao ser a combinação de rotações outra rotação, o conjunto das operações de rotação tem uma estrutura algébrica conhecida como grupo. O concreto ao grupo de rotações é conhecido como "grupo especial ortogonal de dimensão 3" ou SO(3).
O teorema recebe seu nome de Leonhard Euler, que o demostrou em 1775 com um argumento geométrico. A extensão deste conceito à cinemática resulta no conceito de eixo instantâneo de rotação.